# Liste niederländischer Philosophen
Niederländische Philosophen:
- Hans Achterhuis (1942), Professor für Philosophie an der Universität Twente
- Rudolf Agricola (1444–1485)
- Isaac Beeckman (1588–1637)
- Franciscus van den Enden (1602–1674), Lehrmeister Spinozas
- Arnold Geulincx (1624–1669)
- Hugo Grotius (1583–1645)
- Adriaan Koerbagh (1633–1669), Arzt, Jurist und Philosoph, Bruder von Johannes Koerbagh
- Johannes Koerbagh (1634–1672), jüngerer Bruder von Adriaan Koerbagh
- Justus Lipsius (1547–1606)
- Bernard Nieuwentijt (1654–1718)
- Gabriel Nuchelmans (1922–1996), Philosophiehistoriker
- Willem J. Ouweneel (* 1944)
- Henricus Regius (1598–1679)
- Erasmus von Rotterdam (1465–1536)
- Baruch de Spinoza (1632–1677)
- Burchard de Volder (1643–1709)
- Reinier Rosarius Welschen (1877–1941)